# Tradición elohísta

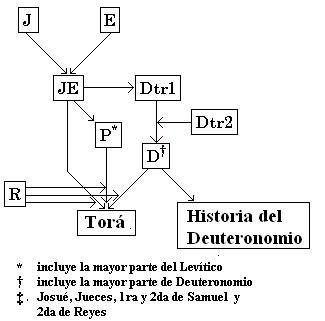
Esquema de la hipótesis documentaria.

De acuerdo con la hipótesis documentaria, la tradición elohísta es una de las cuatro fuentes a partir de las cuales se escribieron los libros del Tanaj (para los judíos) o Antiguo testamento de la Biblia (según los cristianos). Se data hacia el siglo IX a. C.
Esta fuente se denomina elohísta, abreviada E, porque sus redactores suelen denominar a su dios con el nombre de Elohim. Presenta a un dios poderoso, menos antropomórfico que el dios YHWH de la anterior tradición yahvista, la fuente J.
Desde finales del siglo XIX se ha argumentado que la tradición elohísta fue redactada en el norte de Israel (región de Efraín) hacia el 850 a. C., y junto con la tradición yavista conformó la versión JE (yahvista-elohísta) hacia el 750 a. C., y finalmente fueron incorporadas en la Torá hacia el 400 a. C.
La tradición elohísta promueve más a Israel que a Judá, y más a los sacerdotes levitas que a los sacerdotes aaronitas de Judá. Incluye a Abraham y la misión de sacrificar a Isaac, a Moisés y las plagas de Egipto, a Aarón y el becerro de oro, el Pacto de la Alianza, y a José como un intérprete de sueños.
Reconstrucciones recientes sugieren que la tradición elohísta pudo haber sido escrita antes de la tradición yavista, o consideran que existió independientemente de J sin que se efectuará una fusión previa JE anterior a la edición final del Pentateuco o bien dejan de lado por completo la tradición elohísta, proponiendo una secuencia de DJP (Deuteronomista, Yavista, Sacerdotal), escrita desde el reinado de Josías hasta el posexilio.